# Semaeopus eublemmaria
Semaeopus eublemmaria är en fjärilsart som beskrevs av Charles Oberthür 1923. Semaeopus eublemmaria ingår i släktet Semaeopus och familjen mätare. Inga underarter finns listade i Catalogue of Life.